# Gazmend Barbullushi
Gazmend Barbullushi (Tirana, 8 de marzo de 1964) es un diplomático albanés que se ha desempeñado como embajador en el Reino de los Países Bajos y en el Reino de España.

## Biografía
Barbullushi nació el 8 de marzo de 1964 en Tirana, entonces capital de la República Popular de Albania. Completó sus estudios en la Universidad de Ingeniería de Tirana, así como diversos cursos de formación en el ámbito de la diplomacia. Actualmente forma parte del Servicio Exterior de la República de Albania.

Gazmend Barbullushi, Embajador de Albania en el Reino de España (2019-2024). en el momento de la presentación de credenciales en 2019.

Gazmend Barbullushi se desempeó como trabajador de la diplomacia albana en Bonn y Berlín (Alemania), Viena (Austria) o Liubliana (Eslovenia). En 2009 fue nombrado embajador de la República de Albania en el Reino de los Países Bajos, así como representante permanente del país ante la Organización para la Prohibición de las Armas Químicas (OPAQ) en La Haya (Países Bajos).
Ocupó durante un tiempo el cargo de Secretario General en el Ministerio para Europa y de Asuntos Exteriores.
En 2019 fue acreditado como embajador de la República de Albania ante el Reino de España con el cargo suplementario de embajador no residente para el Principado de Andorra. Estuvo en el cargo hasta ser sustituido en 2024 por la diplomática Entela Gjika.